# Beauvais Township
Pour les articles homonymes, voir Beauvais (homonymie).
Beauvais Township est un civil township dépendant du comté de Sainte-Geneviève, dans l'État du Missouri aux États-Unis.

## Géographie
Le township de Beauvais est situé au sud-ouest du comté de Sainte-Geneviève. Il regroupe trois localités, River aux Vases, Minnith et Ozora.
Plusieurs cours d'eau traversent le canton de Beauvais, notamment la rivière aux Vases et la rivière de la Saline.

## Histoire
Le township doit son nom à la famille de Canadiens-français de Jean Baptiste Beauvais de Saint-Gemme, originaire de Montréal, (né le 11 mai 1698 à La Prairie dans le Minnesota et mort le 15 avril 1773 à Kaskaskia dans l'Illinois et à son fils Jean Baptiste Beauvais de Saint-Gemme (junior) né le 21 mars 1746 à Kaskaskia et mort le 7 septembre 1833, qui colonisèrent le Pays des Illinois et la Louisiane française.